# Municipio di Ulma
Il Municipio di Ulma, in lingua tedesca Ulmer Rathaus, è la sede storica del Comune della città di Ulma, in Germania.
Sorge sul centrale Marktplatz, la Piazza del Mercato, e costituisce un bell'esempio di architettura gotica secondo lo stile tedesco. Possiede le facciate settentrionale e occidentale ricoperte di affreschi rinascimentali eseguiti da Martin Schaffner intorno al 1540.

## Storia e descrizione

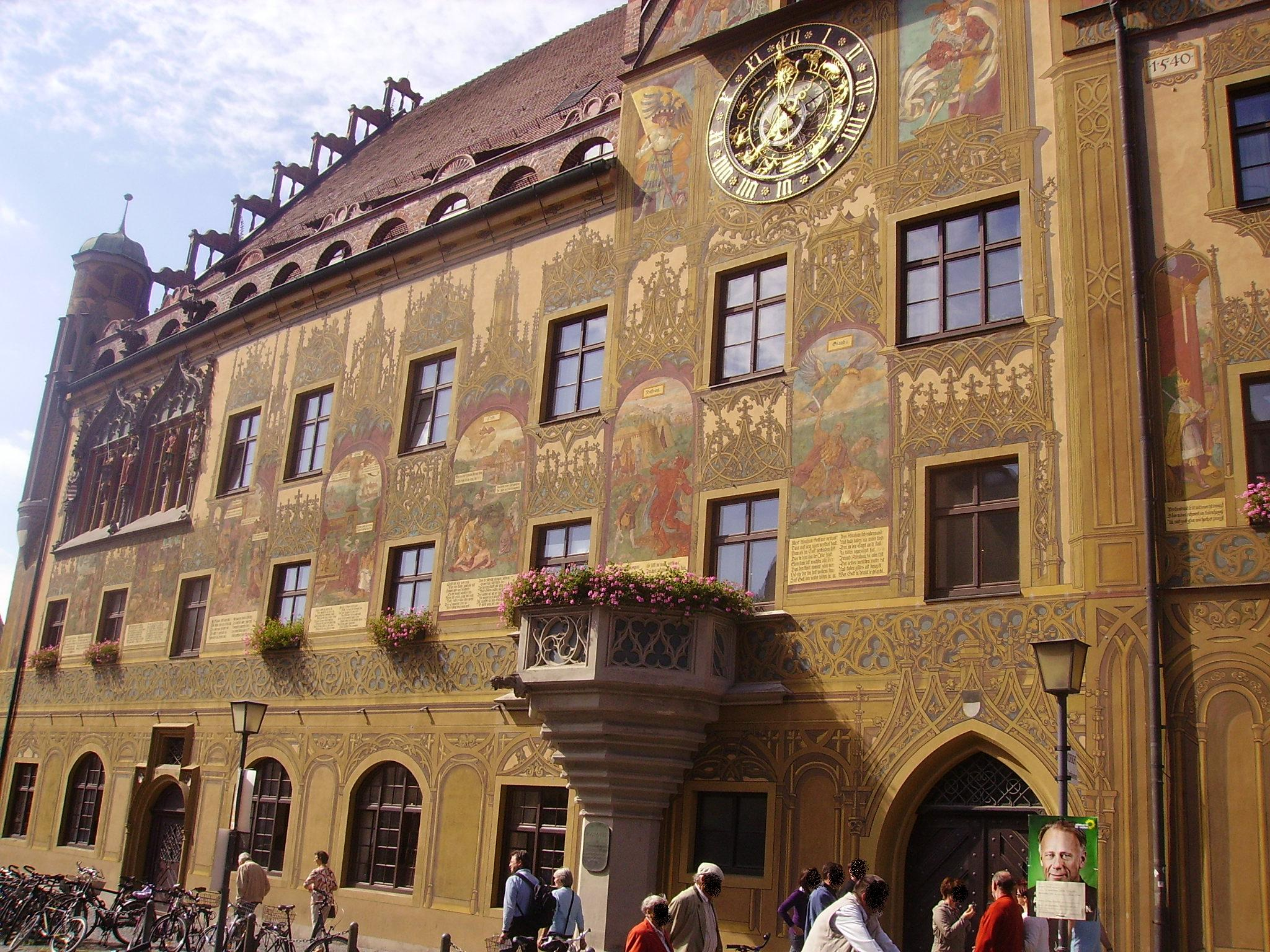
la facciata principale con gli affreschi di Martin Schaffner, 1540.

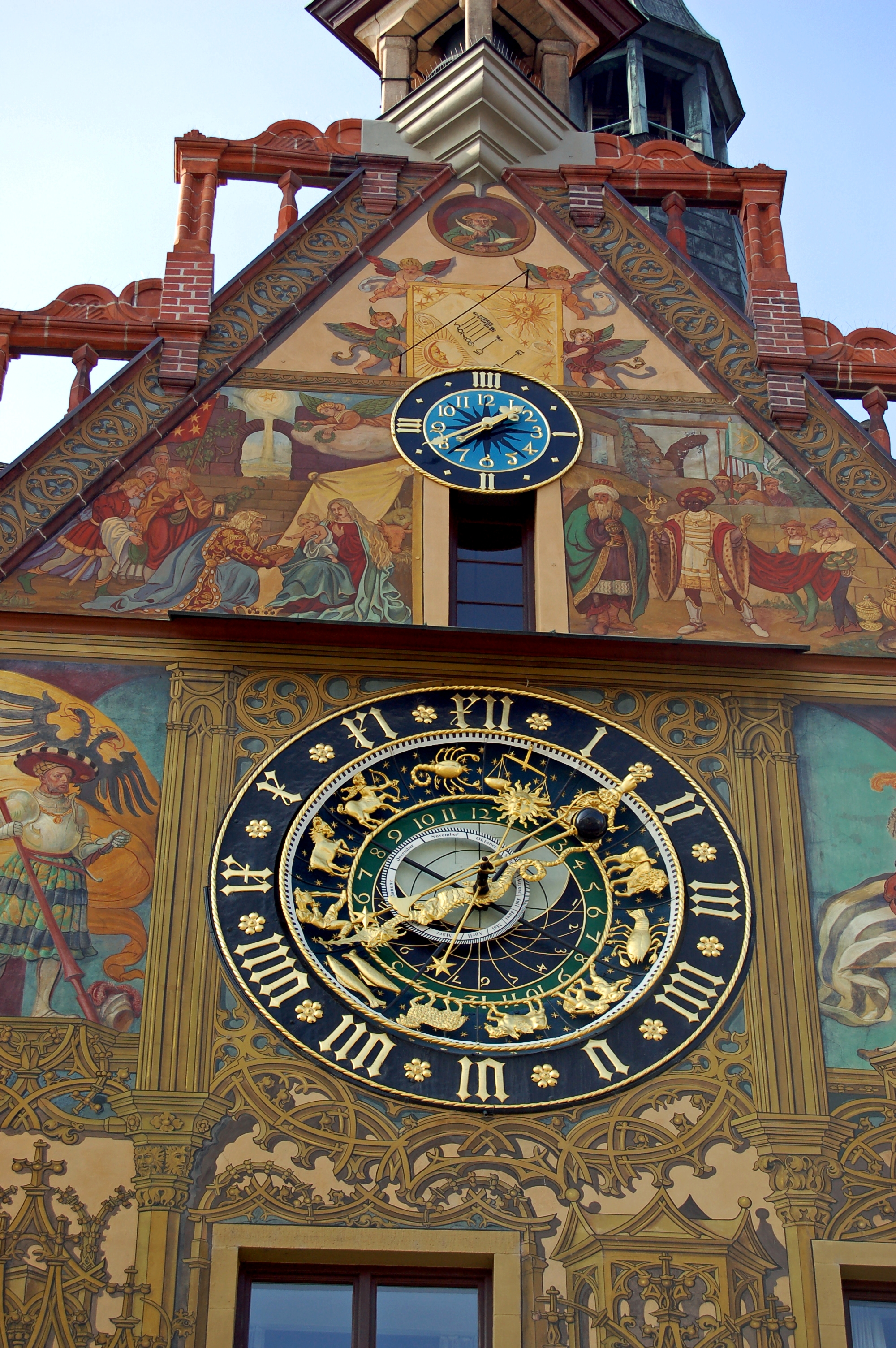
l'Orologio astronomico del 1581

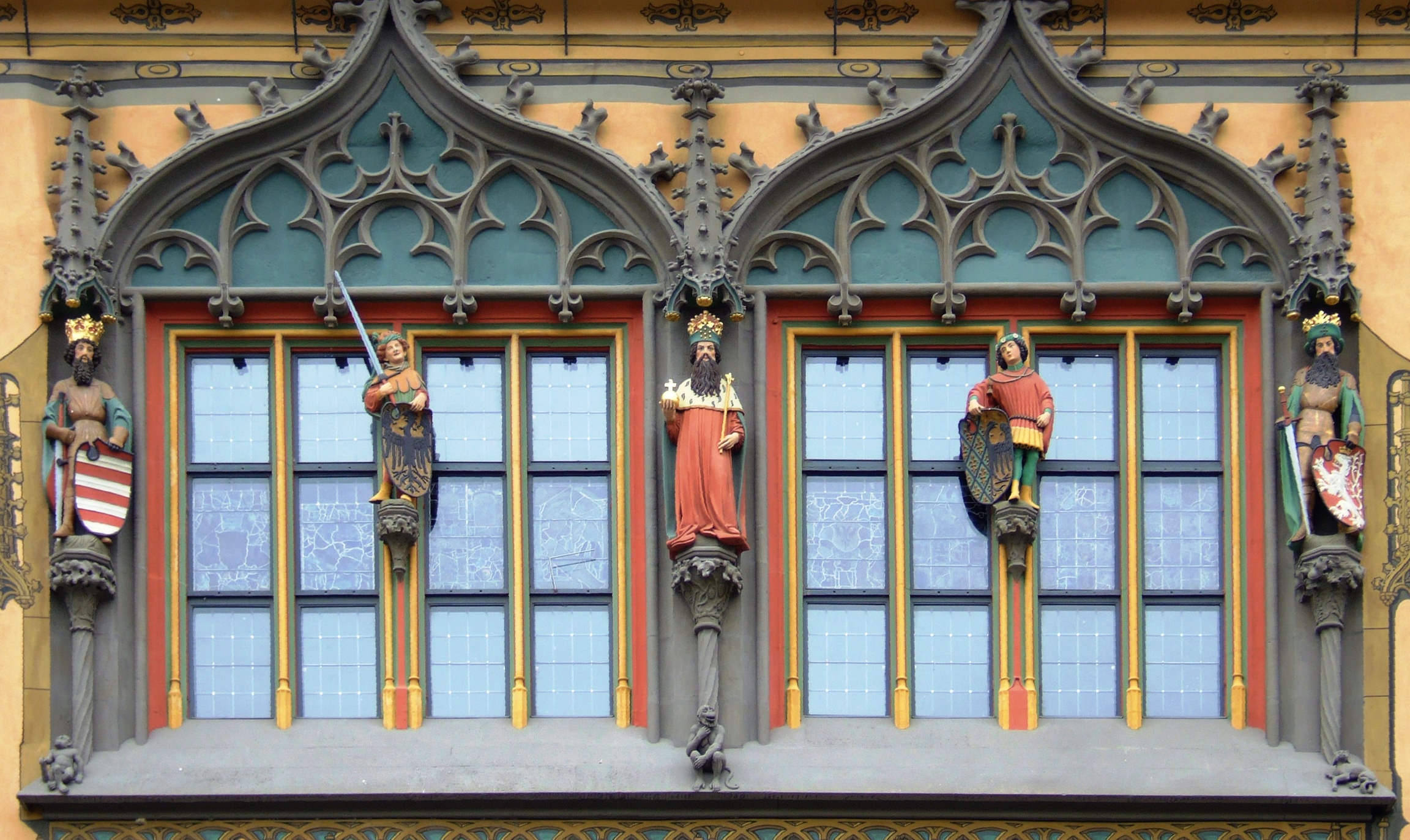
la Keiserfenster di Hans Multscher

La parte più antica dell'edificio, la parte sud-est, venne costruita in stile gotico a partire dal 1370 come nuovo mercato coperto, sul luogo dove già ne esisteva un altro del 1357. Appare menzionato come municipio per la prima volta nel 1419.
Durante il corso del XV secolo si intraprende una campagna di abbellimento delle facciate meridionale e orientale. La prima venne dotata delle belle finestre gotiche arricchite di sei statue raffiguranti i Principi elettori e in quella est, la principale, venne aperta un doppia polifora, la cosiddetta Keiserfenster, Finestra degli Imperatori, dalle sei statue di imperatori del Sacro romano impero. Sono dovute a Hans Multscher, che le eseguì tra il 1420 e il 1433. Su questa fronte nel 1473 vi venne aggiunto il bel pulpito gotico a trafori.
Nel XVI secolo si iniziò un altro rinnovamento delle facciate. Sulla fronte principale est venne aggiunto l'orologio astronomico nel 1520, allo stesso periodo risale la torretta a guglia in cima al tetto, la scala rinascimentale d'accesso e la facciata nord venne dotata della loggia ad arcate terrene rinascimentali. Inoltre tutte le superfici vennero mirabilmente affrescate da Martin Schaffner intorno al 1540 con scene illustranti i Vizi, le Virtù e i Comandamenti.
Nella piazza venne eretta, di fronte al Comune, la Delphinbrunnen, Fontana del Delfino, opera del 1585 di Neidhart il Vecchio.
Questo ciclo di affreschi venne molto restaurato nel 1900.
Nel 1944, durante la Seconda guerra mondiale, l'interno del municipio venne notevolmente danneggiato dal fuoco. Comunque restarono intatti il piano terra e l'ala sud del primo piano.

### L'Orologio astronomico
L'Orologio astronomico del Municipio di Ulma è un capolavoro dell'orologeria storica. Venne costruito nel 1581 dal principale mastro orologiaio dell'epoca Isaak Habrecht da Strasburgo. Molto dettagliati risultano i disegni dei segni zodiacali, del quadrante dell'orologio e delle macchine a anelli. Impressiona per la quantità di informazioni a cui può provvedere, almeno una quindicina, fra date ed eventi.

## Galleria d'immagini

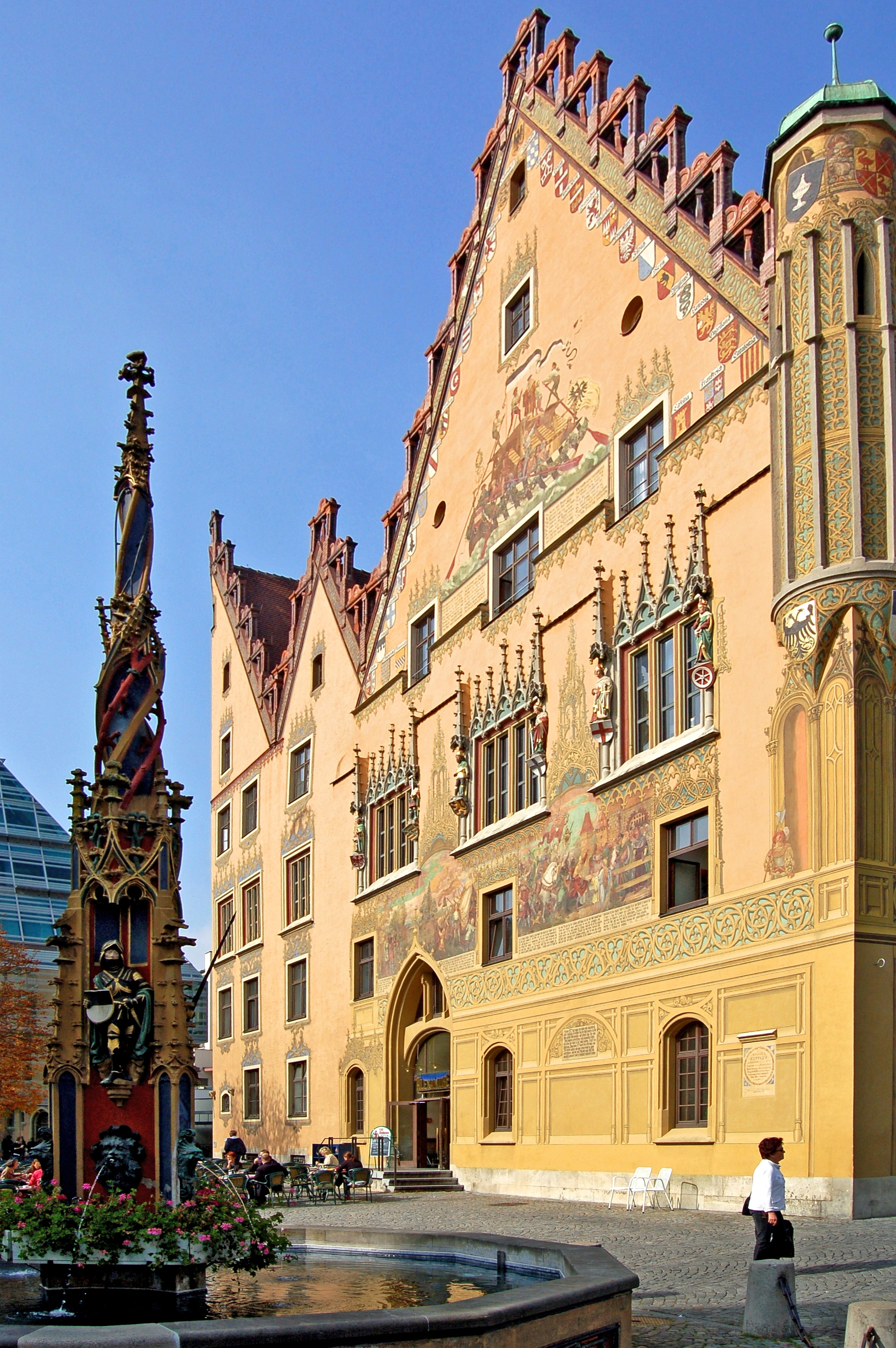
La Delphinbrunnen del 1585.
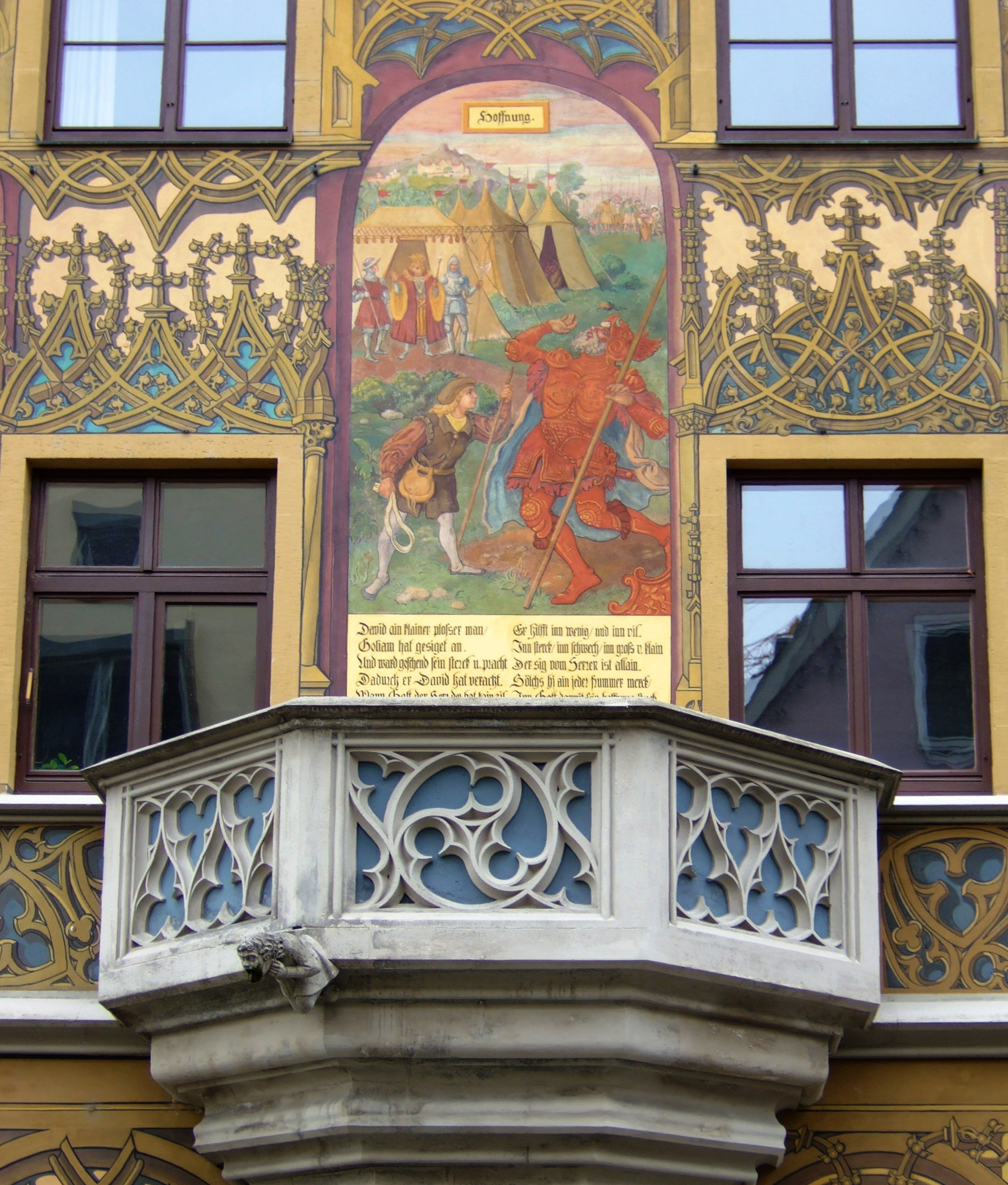
Il pulpito gotico
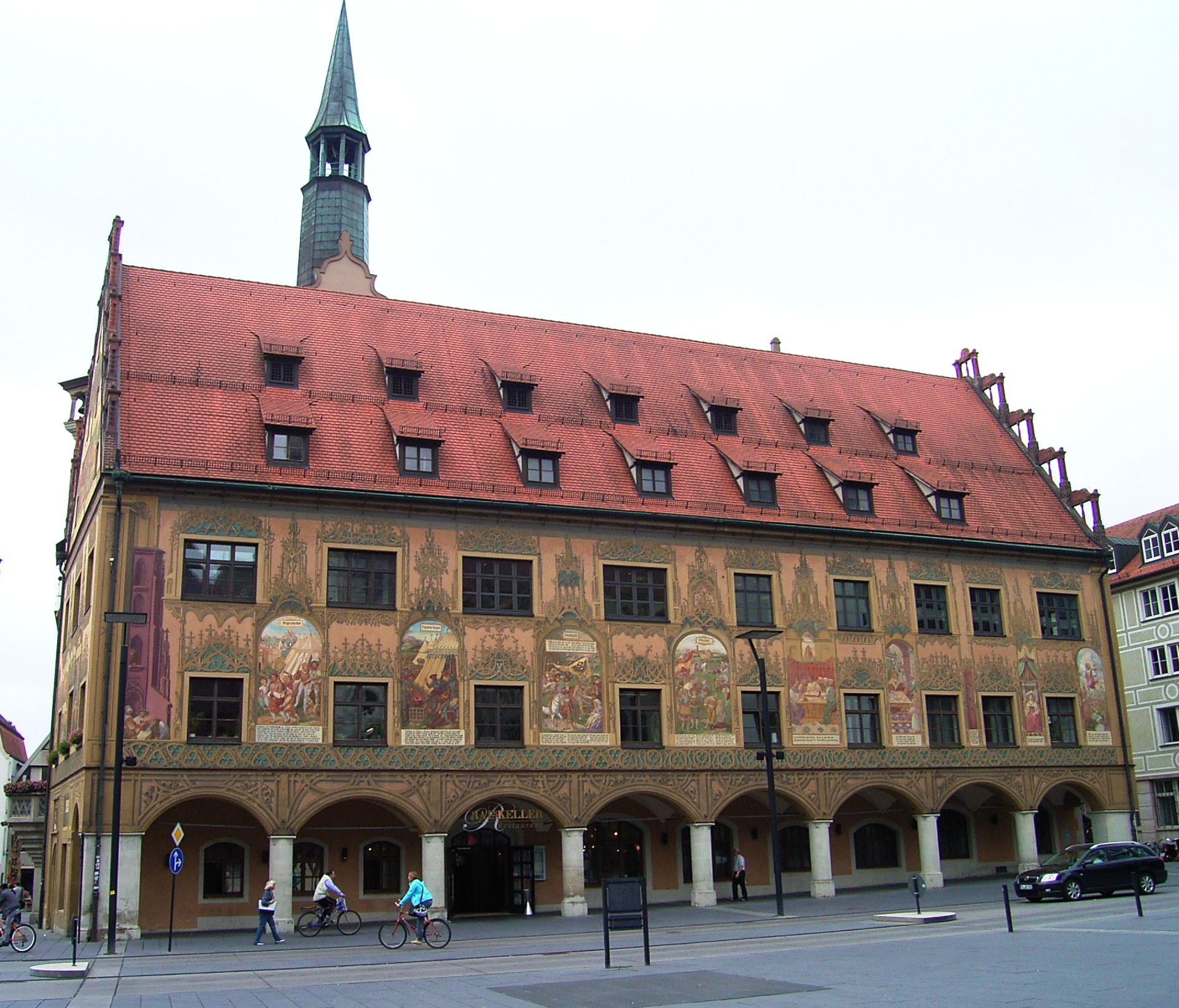
La facciata nord
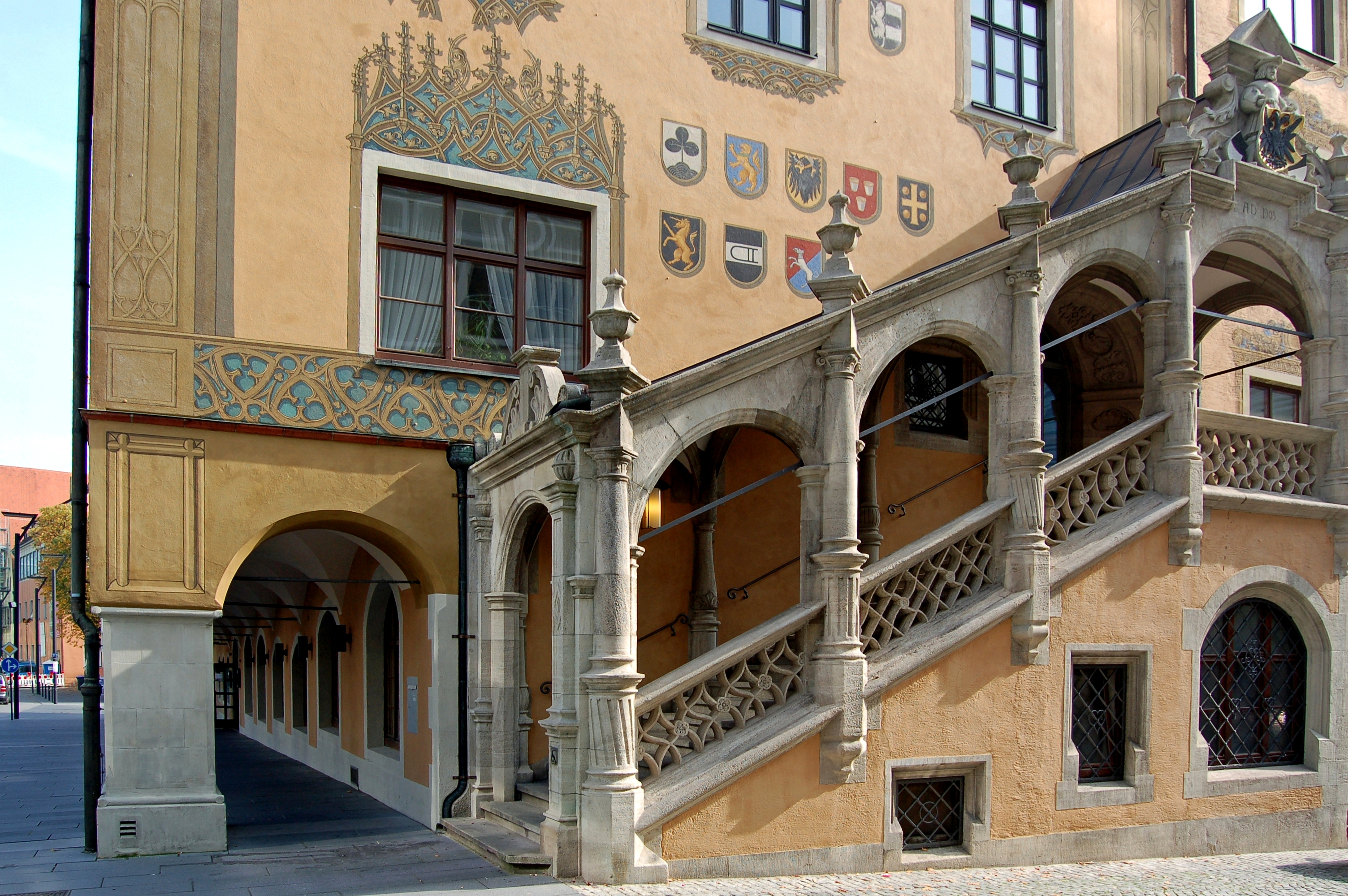
La Scala rinascimentale
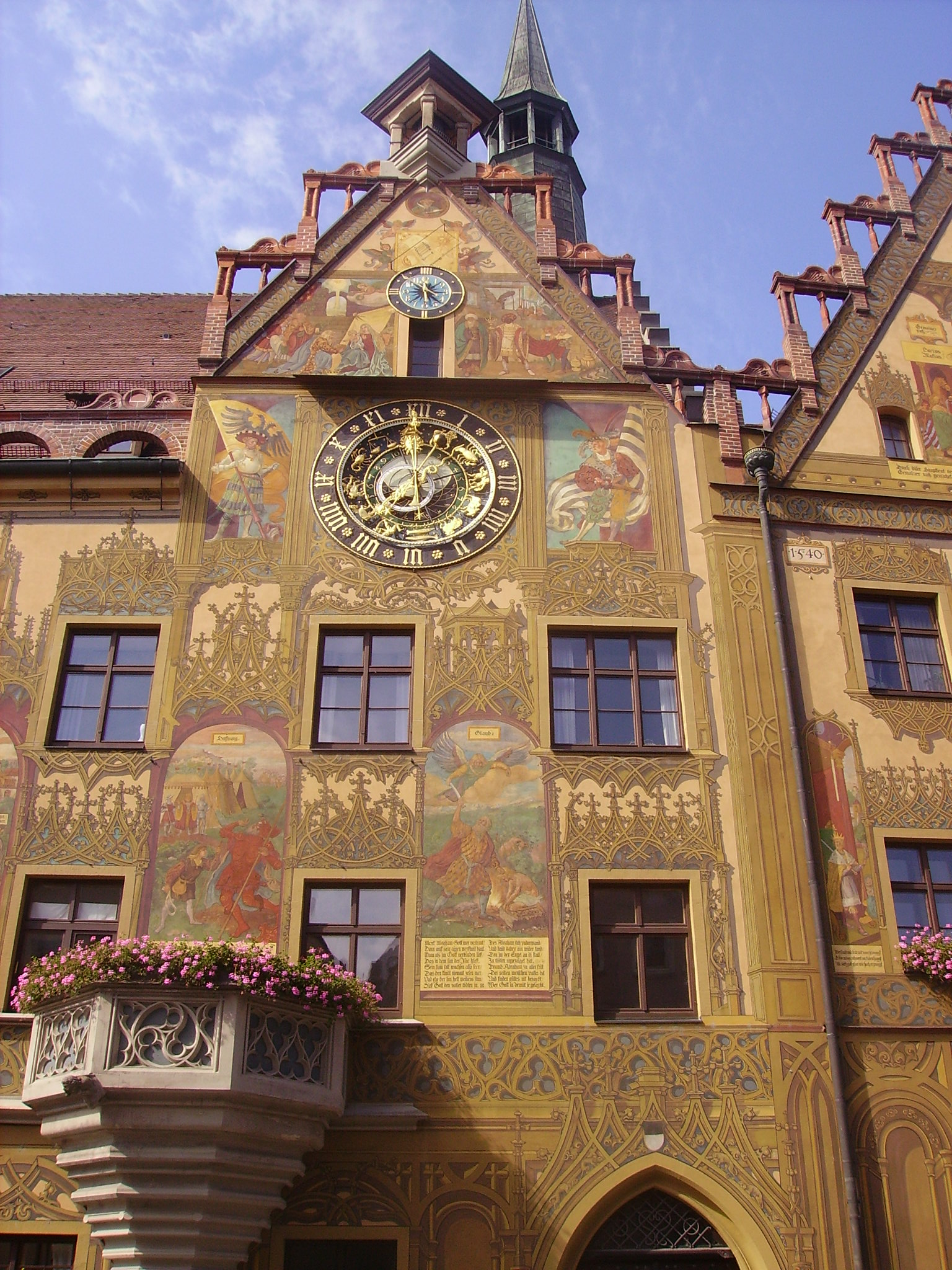
Particolare

.